# Caulocalyx tener
Caulocalyx tener är en svampdjursart som beskrevs av Schulze 1886. Caulocalyx tener ingår i släktet Caulocalyx och familjen Euplectellidae.
Artens utbredningsområde är Tristan da Cunha. Inga underarter finns listade i Catalogue of Life.